# Mex (Valais)
Mex es una comuna suiza del cantón del Valais, situada en el distrito de San Mauricio. Limita al oeste y norte con la comuna de Vérossaz, al este con San Mauricio, al sur con Evionnaz, y al suroeste con Val-d'Illiez.